# New Hampshire Liberty Alliance
Die New Hampshire Liberty Alliance (NHLA, dt.: Freiheitsallianz New Hampshire) ist eine überparteiliche politische Organisation, deren Ziel es ist, die Bürger- und Freiheitsrechte in New Hampshire zu verteidigen und zu stärken.
Die ehrenamtlich tätigen Mitglieder und Aktivisten analysieren Gesetzentwürfe auf ihre Auswirkungen und nehmen an öffentlichen Anhörungen des Repräsentantenhauses und des Senats teil, bewerten Kandidaten für öffentliche Ämter auf kommunaler und Landesebene und sprechen Wahlempfehlungen oder Warnungen vor bestimmten Kandidaten aus.
Laut New Hampshire Union Leader, der verbreitetsten Tageszeitung in New Hampshire, seien die Kandidatenbewertungen der NHLA gut geeignet, um „herauszufinden, wer Freund und wer Feind der persönlichen Freiheit ist“.
Die Organisation hat ihren Sitz in Manchester.